# Sam Bewley
Sam Bewley (Rotorua, Bay of Plenty, 22 de juliol de 1987) fou un ciclista de Nova Zelanda, professional des del 2009 fins al 2022.
Especialista en pista, en el seu palmarès destaquen dues medalles de bronze que aconseguí en la prova de persecució per equips als Jocs de Pequín de Pequín, i a la mateixa prova als de Londres.
En carretera destaquen les victòries d'etapa al Tour de Southland i a la New Zealand Cycle Classic.

## Palmarès en ruta
- 2006
  - Vencedor d'una etapa del Tour de Southland
- 2012
  - Vencedor d'una etapa de la New Zealand Cycle Classic

### Resultats a la Volta a Espanya
- 2013. No surt (14a etapa)
- 2014. 135è de la classificació general
- 2016. 140è de la classificació general
- 2017. 143è de la classificació general
- 2019. 100è de la classificació general

### Resultats al Giro d'Itàlia
- 2015. 122è de la classificació general
- 2016. 125è de la classificació general
- 2018. 130è de la classificació general

### Resultats al Tour de França
- 2020. Abandona (10a etapa)

## Palmarès en pista
- 2005
  -  Campió del món júnior en Persecució per equips (amb Darren Shea, Westley Gough i Jesse Sergent)
- 2008
  -  Medalla de bronze als Jocs Olímpics del 2008 en persecució per equips, amb Jesse Sergent, Hayden Roulston i Marc Ryan
- 2009
  - Campió d'Oceania en Puntuació
  - Campió d'Oceania en Persecució per equips, amb Wesley Gough, Peter Latham i Marc Ryan
- 2010
  - Medalla de plata als Jocs de la Commonwealth en persecució per equips
  - Campió d'Oceania en Persecució per equips, amb Jesse Sergent, Aaron Gate i Marc Ryan
- 2012
  -  Medalla de bronze als Jocs Olímpics del 2012 en persecució per equips, amb Jesse Sergent, Aaron Gate, Marc Ryan i Westley Gough

### Resultats a laCopa del Món
- 2010-2011
  - 1r a Cali, en Persecució per equips
- 2011-2012
  - 1r a Cali, en Persecució per equips